# Stadio José Amalfitani
Lo stadio José Amalfitani (sp. Estadio José Amalfitani) è uno stadio argentino che si trova a Buenos Aires nel sobborgo di Liniers.
Esso è sede delle gare interne del Vélez Sarsfield. Lo stadio prende il nome dallo storico presidente del club, José Amalfitani, in carica per più di trent'anni. L'impianto viene utilizzato frequentemente anche per concerti e ha ospitato anche, a partire dagli anni ottanta, incontri della rappresentativa rugbistica nazionale dell'Argentina, inoltre dal 2016 è lo stadio di casa della nuova franchigia argentina di rugby XV Jaguares che partecipa al Super Rugby.
Il fatto che lo stadio sia vicino alla stazione ferroviaria di Liniers spinge i tifosi a percorrere distanze anche lunghe in treno. I tifosi arrivano in treno da General Rodríguez da La Reja, da Moreno, da Merlo, da San Antonio de Padua, da Castelar, da Morón e da Ramos Mejía fino a Liniers.

## Gare disputate duranteArgentina 1978
- Austria -  Spagna 2-1 (gruppo 3, primo turno) il 3 giugno
- Austria -  Svezia 1-0 (gruppo 3, primo turno) il 7 giugno
- Spagna -  Svezia 1-0 (gruppo 3, primo turno) l'11 giugno